# مادوكا أوكيي
مادوكا أوكيي (بالألمانية: Maduka Okoye)‏ (مواليد 28 أغسطس 1999) هو لاعب كرة قدم نيجيري ولد في ألمانيا يلعب كحارس مرمى في نادي سبارتا روتردام.

## روابط خارجية
- مادوكا أوكيي على موقع الاتحاد الأوربي (الإنجليزية)
- مادوكا أوكيي على موقع قاعدة بيانات كرة القدم.إي يو (الإنجليزية)
- مادوكا أوكيي على موقع ناشيونال فوتبول تيمز (الإنجليزية)
- مادوكا أوكيي على موقع Soccerbase.com (لاعب) (الإنجليزية)
- مادوكا أوكيي على موقع Soccerway.com (الإنجليزية)
- مادوكا أوكيي على موقع عالم كرة القدم.نت (الإنجليزية)